# Journal of Nanoelectronics and Optoelectronics
Journal of Nanoelectronics and Optoelectronics (ook Nanoelectronics and Optoelectronics) is een internationaal, aan collegiale toetsing onderworpen wetenschappelijk tijdschrift op het gebied van de natuurkunde.
Het wordt uitgegeven door American Scientific Publishers.
Het eerste nummer verscheen in 2006.